# Útěchovičky
Útěchovičky (německy Klein Autiechowitz) jsou obec v okrese Pelhřimov v Kraji Vysočina. Žije zde 68 obyvatel.

## Historie
První písemná zmínka o obci pochází z roku 1544.

## Obyvatelstvo
| Rok            | 1869 | 1880 | 1890 | 1900 | 1910 | 1921 | 1930 | 1950 | 1961 | 1970 | 1980 | 1991 | 2001 | 2011 | 2021 |
| -------------- | ---- | ---- | ---- | ---- | ---- | ---- | ---- | ---- | ---- | ---- | ---- | ---- | ---- | ---- | ---- |
| Počet obyvatel | 235  | 226  | 223  | 211  | 196  | 211  | 199  | 147  | 128  | 114  | 102  | 92   | 77   | 75   | 65   |
| Počet domů     | 31   | 32   | 31   | 33   | 33   | 33   | 33   | 33   | 31   | 30   | 32   | 37   | 41   | 41   | 42   |

## Obecní správa
Mezi lety 1869–1979 Útěchovičky byly obcí v okrese Pelhřimov (1869–1930), poté v okrese Pacov (1950) a později v okrese Pelhřimov. Od 1. ledna 1980 do 31. prosince 1988 patřily jako část obce k Útěchovicím. Od 1. ledna 1989 do 23. listopadu 1990 patřily jako část obce k Hořepníku a od 24. listopadu 1990 jsou opět samostatnou obcí. V letech 1964–1979 k obci patřila Litohošť.